# 黛鳞耳蕨
黛鳞耳蕨（学名：Polystichum nigrum），为鳞毛蕨科耳蕨属下的一个植物种。